# Lou Strik
Ludovicus Arnoldus (Lou) Strik (Eindhoven, 8 december 1921 – 2001) was een Nederlandse graficus, grafisch ontwerper, illustrator, en tekenaar. Hij is een van de bekendste grafische talenten die Nederland in de vorige eeuw heeft voortgebracht. Striks voorstellingen  bevatten meestal een fantastisch karakter. Strik voelde verwantschap met de middeleeuwers Hieronymus Bosch en Pieter Bruegel en bewonderde eveneens de prenten van Giovanni Battista Piranesi. Waardering voor zijn vriend en collega M.C. Escher is terug te vinden in de architectonische grapjes die Strik in zijn prenten en waterverven toepaste.  
Na zijn opleiding aan de kunstacademie in 's-Hertogenbosch verhuisde Strik naar Amsterdam, waar hij leerling werd aan de Rijksacademie voor Beeldende Kunsten. Als leerling van Kuno Brinks specialiseerde hij zich in grafische technieken zoals de houtsnede, de houtgravure en de kopergravure. De houtgravure was zijn favoriete techniek. Hierbij wordt de voorstelling met een burijn in een blok hout gestoken. In 1952 won hij bij de Prix de Rome een 2e prijs voor grafische kunst.
Sedert de jaren 1970 ging hij zich toeleggen op het vervaardigen van exlibris. Hiermee is hij over de gehele wereld bekend geworden. Zijn werk wordt intensief verzameld. In de jaren 1970 ontstonden ook zijn eerste aquarellen. In deze miniaturen hanteert Strik in kleur dezelfde uiterste vormentaal als in zijn grafiek. Strik, die in Amsterdam is blijven wonen, was later docent aan de kunstacademies in 's-Hertogenbosch en Tilburg. Hij was daar leraar van Martin van Duynhoven, Toon Jansen en Otto Prins.